# 삼삼매
3삼매(三三昧, 산스크리트어: trayaḥ samādhayaḥ)는 3가지 종류의 삼매 또는 3가지 삼매를 말한다. 3삼마지(三三摩地) · 3등지(三等持) 또는 3정(三定)이라고도 한다.
'3삼매'에서의 삼매(三昧)는 선정의 다른 이름이다. 삼매는 산스크리트어와 팔리어로는 동일하게 사마디(samādhi)라 하며 한자로는 삼마지(三摩地) · 삼마제(三摩提) 또는 삼마제(三摩帝)로 음역하며, 등지(等持) · 정정(正定) · 정의(定意) · 조직정(調直定) · 정심행처(正心行處) 또는 식려응심(息慮凝心) 등으로 번역한다. 영어로는 삼매를 meditation,  self-effacement, concentration, absorption, contemplation 등으로 번역한다.
삼매는 마음을 한 경계에 집중해 쏟아 혼침(惛沈)과 도거(掉擧), 즉 가라앉은 마음과 들뜬 마음을 벗어나고, 이 번뇌성의 마음상태를 벗어난 상태에서 살피고 생각하여 비추어 봐서 지혜가 밝아져 능히 일체 번뇌를 끊고 진리를 깨달아 얻는 정신작용 또는 마음작용을 말한다.
이 삼매를 구분함에서 있어 3가지 종류로 구분하여 3삼매라고 하는데 산스크리트어로는 트라야 사마다야(trayaḥ samādhayaḥ),  팔리어로는 타요 사마디(tayo samādhī)라고 하며 영어로는 three meditation, three samādhis, 또는 samādhi on three subjects로 번역된다.
3가지 삼매의 구체적인 내용에는 《증일아함경》 등에서 드는 3삼매 외에도 《구사론(俱舍論)》《성실론(成實論)》《법화경현의(法華經玄義)》등에서 드는 3삼매가 있는데, 각기 서로 다르다.
《증일아함경》 등에서 드는 3삼매는 공삼매(空三昧) · 무상삼매(無相三昧) · 무작삼매(無作三昧)를 말하는데, 《화엄경》 계통의 대승불교 경전인 《보살영락본업경》에서 고타마 붓다는 모든 부처가 모두  6명염(六明焰) 즉 6종성(六種性)과 3삼매문(三三昧門) 즉 3해탈문(三解脫門)을 가르치는데, 자신도 다른 모든 부처와 동일하게 이것들을 가르친다고 말하고 있다.

## 증일아함경의 3삼매
《증일아함경》에서 드는 3가지 삼매는 공삼매(空三昧) · 무상삼매(無相三昧) · 무원삼매(無願三昧)가 있다.

### 공삼매
불교 용어로서의 한자어 공(空)에는 허공 · 공간을 의미하는 공(空, 산스크리트어: ākāśa)이 있는데 지수화풍공식의 6대에서의 공이 이 경우이다. 또한,
어떤 것의 실제 내용을 얻을 수 없으므로 공하다고 할 때의 공함[空, śūnyatā]을 표현하는 경우가 있는데 예를 들어 일체개공에서의 공이 이 경우이다. 공삼매(空三昧,
산스크리트어: śūnyatā-samādhi, 영어: samādhi of emptiness)에서의 공은 후자의 경우이다.
공삼매는 일체 모든 현상[일체제법]이 다 공함[śūnyatā]을 보는 것을 말한다. 이는 불교의 4성제 가운데 고제(苦諦) 즉 '일체가 다 고다'라는 진리의 네 가지 모습[행상(行相)] 가운데에서 공, 무아 2 모습을 보는 것과 상응하는 삼매이다. 이 삼매를 통해 모든 현상이 인연으로 일어나며, 나와 나의것 둘이 모두 공함을 본다.

### 무상삼매
무상삼매(無相三昧,
산스크리트어: animitta-samādhi,
영어: samādhi of no-marks)는
일체제법에 생각 기억이 없고, 볼 수 없으며, 불교의 4성제 가운데 멸제(滅諦) 즉 고통이 사라짐의 진리와 관계하여 그 멸[滅] 정[靜] 묘[妙] 리[離] 4가지의 모습에 상응하는 삼매이다. 열반은 색성향미촉 5가지법을 떠나며 남녀 2가지모습 및 생하고 머무르고 멸하는 3가지 유위의 모습을 떠나므로 무상(無相)이라 칭한다.

### 무원삼매
무원삼매(無願三昧,
산스크리트어: apraṇihita-samādhi,
영어: samādhi of non-contrivance)는 무작삼매(無作三昧) 또는 무기삼매(無起三昧)라고도 한다.
일체제법에 대해 바라고 구하는 바가 없어, 불교의 4성제 가운데 고제(苦諦), 즉 모든 것이 고통이다는 진리에서 고(苦)와 무상(無常)의 2 모습과 집제(集諦) 즉, 고가 쌓이는 원인의 진리의 인[因]집[集]생[生]연[緣]의 4가지 모습에 상응하는 삼매를 말한다. 영원하지 않고 고통스러움, 그 원인등은 싫어할 바이며, 도[道]는 뗏목과 같아 마땅히 이를 버려야 하는데 이것이 이 삼매에 의하여 가능하다.
참고로 불교의 4성제의 16행상(十六行相)은 4제(諦)를 관찰하는 16종의 관법(觀法)을 말하며, 다음과 같다.
1. 고제(苦諦)의 4행상. 만유의 현상은 생멸 변화하는 것이며, 고(苦)ㆍ공(空)ㆍ무상(無常)ㆍ무아(無我)라 관함.
2. 집제(集諦)의 4행상. 온갖 번뇌와 업(業)은 고과(苦果)를 내는 인(因)이며, 고과를 모아(集) 나타나게 하며, 상속하여 나게(生) 하며, 고과를 이루게 하는 연(緣)이라 관함.
3. 멸제(滅諦)의 4행상. 멸제는 물(物)ㆍ심(心)의 속박이 없는 진리며(滅), 번뇌의 시끄러움이 없으며(靜), 3계를 벗어나 온갖 근심이 없으며(妙), 온갖 재액(災厄)을 여의었다고(離) 관함.
4. 도제(道諦)의 4행상, 도제는 진리에 들어가는 길이며(道), 올바른 이치에 계합하며(如), 열반 적정한 경지에 가게 하며(行), 생사계를 뛰어나게 하는(出) 것이라고 관함.

## 구사론의 3삼매
《구사론》 제28권, 《순정리론》 제79권, 《대지도론》 제23권, 《유가사지론》 제12권에는 심(尋)과 사(伺)의 마음작용과 관련하여 삼매 즉 선정을 구분한 다음의 3가지 삼매 즉 3가지 선정이 나온다.
1. 유심유사삼마지(有尋有伺三摩地): 유각유관삼매(有覺有觀三昧)라고도 한다
2. 무심유사삼마지(無尋唯伺三摩地): 무각유관삼매(無覺有觀三昧)라고도 한다.
3. 무심무사삼마지(無尋無伺三摩地): 무각무관삼매(無覺無觀三昧)라고도 한다.

## 성실론의 3삼매
《성실론》 제20권에는 다음의 3가지 삼매가 나온다.
1. 분수삼매(分修三昧): 정(定) · 혜(慧) 중의 어느 하나만을 수행함.
2. 공분수삼매(共分修三昧): 정 · 혜를 함께 닦는 것.
3. 성정삼매(聖正三昧): 성문 4과(果) 중의 예류과(預流果) 이후에 닦는 삼매로 정 · 혜가 일시에 갖추어져 해탈하는 것.

## 법화경현의의 3삼매
《법화경현의(法華經玄義)》 제4권, 《불지경론(佛地經論)》 제1권, 《잡아비담심론(雜阿毘曇心論)》 제7권에는 다음의 3가지 삼매가 나온다.
1. 진제삼매(真諦三昧)
2. 속제삼매(俗諦三昧)
3. 중도삼삼매(中道三三昧)

## 열반경
선정의 모양은 공삼매라 하고, 지혜의 모양은 무원삼매라 하고, 버리는 모양은 무상삼매라고 한다. 10주 보살은 지혜의 힘이 많고 삼매의 힘이 적으므로, 불성을 분명하게 보지 못하고, 성문과 연각은 삼매의 힘은 많고 지혜는 적으므로, 이를 인연하여 불성을 보지 못하고, 부처님 세존은 삼매와 지혜가 평등하므로 불성을 분명하게 보고 걸림이 없다. 사마타를 선정의 모양이라고 한다. 비바사나를 정견, 지혜라고 한다. 우필차는 평등이라 이름하며, 다투지 않는다고 이름하며, 관찰하지 않는다고 이름하며, 행하지 않는다고 이름하니, 이를 버린다고 한다.

## 같이 보기
- 삼매 (불교)
  - 삼마지 또는 정 (마음작용)
  - 3해탈문
- 사마디 (힌두교)

## 참고 문헌
- 축불념 한역, 노혜능 번역 (K.530, T.1485). 《보살영락본업경》. 한글대장경 검색시스템 - 전자불전연구소 / 동국역경원. K.530(14-374), T.1485(24-1010). |title=에 외부 링크가 있음 (도움말)
- (중국어) 축불념 한역 (T.1485). 《보살영락본업경(菩薩瓔珞本業經)》. 대정신수대장경. T24, No. 1485, CBETA. |title=에 외부 링크가 있음 (도움말)